# بخش سییل (شهرستان پیک، اوهایو)
بخش سییل (به انگلیسی: Seal Township) یک منطقهٔ مسکونی در ایالات متحده آمریکا است که در شهرستان پایک، اوهایو واقع شده‌است.
 بخش سییل ۷۵٫۰ کیلومتر مربع مساحت و ۲٬۹۸۳ نفر جمعیت دارد و ۲۰۹ متر بالاتر از سطح دریا واقع شده‌است.